# Zone rouge (téléfilm)
 (avril 2021).
Si vous disposez d'ouvrages ou d'articles de référence ou si vous connaissez des sites web de qualité traitant du thème abordé ici, merci de compléter l'article en donnant les références utiles à sa vérifiabilité et en les liant à la section « Notes et références ».
Pour les articles homonymes, voir Zone rouge.
Pour plus de détails, voir Fiche technique et Distribution.
Zone rouge est un film documentaire réalisé par Gérard Rougeron en 1998, de la collection Les dossiers de l'histoire, coproduction Nuit Rouge - France 3, fait avec Europe Images International, et des images d'archives CECPA, diffusé à la télévision puis en DVD.
La zone rouge est définie comme la zone où les routes ne sont qu'en partie rouvertes, où les champs ne sont pas remis en culture à cause des séquelles de la guerre.

## Synopsis
Gérard Rougeron y utilise comme fil conducteur les souvenirs de Gilberte Rougeron qui évoque la guerre non pas vue par les poilus, mais du côté des civils dans la vie de tous les jours. Le film débute avec des images d'archives de la foule en liesse à l'occasion de l'armistice.
Gilberte Rougeron, enfant à l'époque apparaît ensuite et explique avoir écrit ses souvenirs pour ne pas oublier et pour ceux qui viendront après elle. Elle évoque les prisonniers de guerre (PG), les soldats venus de tous pays, notamment les Australiens, les Chinois (chargés du déminage précise-t-elle et qui sont morts nombreux de la fameuse grippe espagnole en 1918-1920 - cette grippe pandémique a tué de 40 à 100 millions de personnes, soit plus que la guerre elle-même). Gilberte Rougeron se souvient de la « campagne pleine de cimetières ».
Divers témoignages évoquent ensuite le profond sentiment d'abandon des habitants de la zone rouge à l'époque (pour le secteur de Péronne en l'occurrence) qui en 1919-1920 attendent vainement des aides importantes promises et nécessaires pour la reconstruction.
Des photos et films d'archives montrent d'énormes tas de munitions non explosées récupérés, les arbres déchiquetés, les champs de ruines. 
La période du désobusage, souvent oubliée et méconnue, est rappelée : la gazette locale relatait chaque semaine les accidents souvent mortels d'ouvriers agricoles ou de gens tués par des obus. « On entendait sans arrêt sauter des obus » se souvient Gilberte.
Exemples : le 3 juillet 1921, « Lundi dernier, dans la soirée, 6 ha de prairies au lieu-dit l'Orgibet ont été ravagés par un incendie. De nombreuses grenades, des cartouches et des obus ont explosé sous l'action du feu » (le téléspectateur peut imaginer les quantités de plomb, mercure, gaz toxiques qui ont été émis dans l'environnement, alors que les prisonniers et les travailleurs chinois ont, durant deux ans déjà, peu à peu nettoyé des centaines de milliers d'hectares ruinés et localement criblés de munitions...).
À l'occasion d'une réunion des maires du canton à laquelle M. le sous-préfet assistait, l'assemblée insiste surtout pour l'enlèvement des morts et des obus. « Ceux qui ne sont pas de la zone rouge ni des pays envahis comprendront ce que cette demande d'enlèvement des morts, deux ans après la guerre, représente de triste et de poignant ».
« En labourant, on a commencé par enlever les têtes, puis en allant, en allant,  on a enlevé les autres restes » complète Mme Rougeron.  En 1920 on a vu apparaître les machines agricoles anglaises et américaines, et les derniers prisonniers allemands sont partis. On a fait venir des tas de gens pour boucher les tranchées. Il y avait des milliers des récupérateurs (de métaux et matériaux), « Ce ne sont pas des enfants de chœur, les récupérateurs sont venus là pour gagner de l'argent ».
Les images de la fin du film évoquent le retour à une « vie normale », la reconstruction, le tourisme qui investit les champs de bataille, les visites des cimetières et ossuaires  provisoires ou neufs, des ruines de Reims et de Verdun (Un guide Michelin touristique des champs de bataille de la Somme était déjà publié en 1920).